# باشگاه فوتبال استقلال تهران در فصل ۰۵–۱۴۰۴
فصل ۰۵–۱۴۰۴ بیست و پنجمین فصل حضور تیم استقلال تهران در لیگ برتر ایران است. آبی‌پوشان علاوه‌بر حضور در مسابقات لیگ برتر ۰۵–۱۴۰۴ در رقابت‌های جام حذفی فوتبال ایران ۰۵–۱۴۰۴، سوپر جام فوتبال ایران ۱۴۰۴ و نیز در لیگ ۲ قهرمانان آسیا ۲۶–۲۰۲۵ شرکت می‌کند.

## مرور فصل

### پیش فصل

#### خرداد
باشگاه استقلال که فصل گذشته را با یک سرمربی موقت به پایان رسانده بود؛ موضوعی که همواره باعث نگرانی هواداران این تیم دربارهٔ آینده نیمکت مربیگری بود و هواداران استقلال مدت‌ها بود که خواستار جذب یک سرمربی خارجی معتبر و با تجربه بودند. در همین راستا، مدیران باشگاه برای هموار کردن مسیر استخدام یک سرمربی طراز اول خارجی، اقدام به جذب کلارنس سیدورف، به عنوان مدیر ورزشی کردند. اما به دلیل ممنوعیت قانونی حضور افراد خارجی در پُست‌های مدیریتی در ایران، او در نهایت تحت عنوان «مشاور ورزشی» به باشگاه معرفی شد.

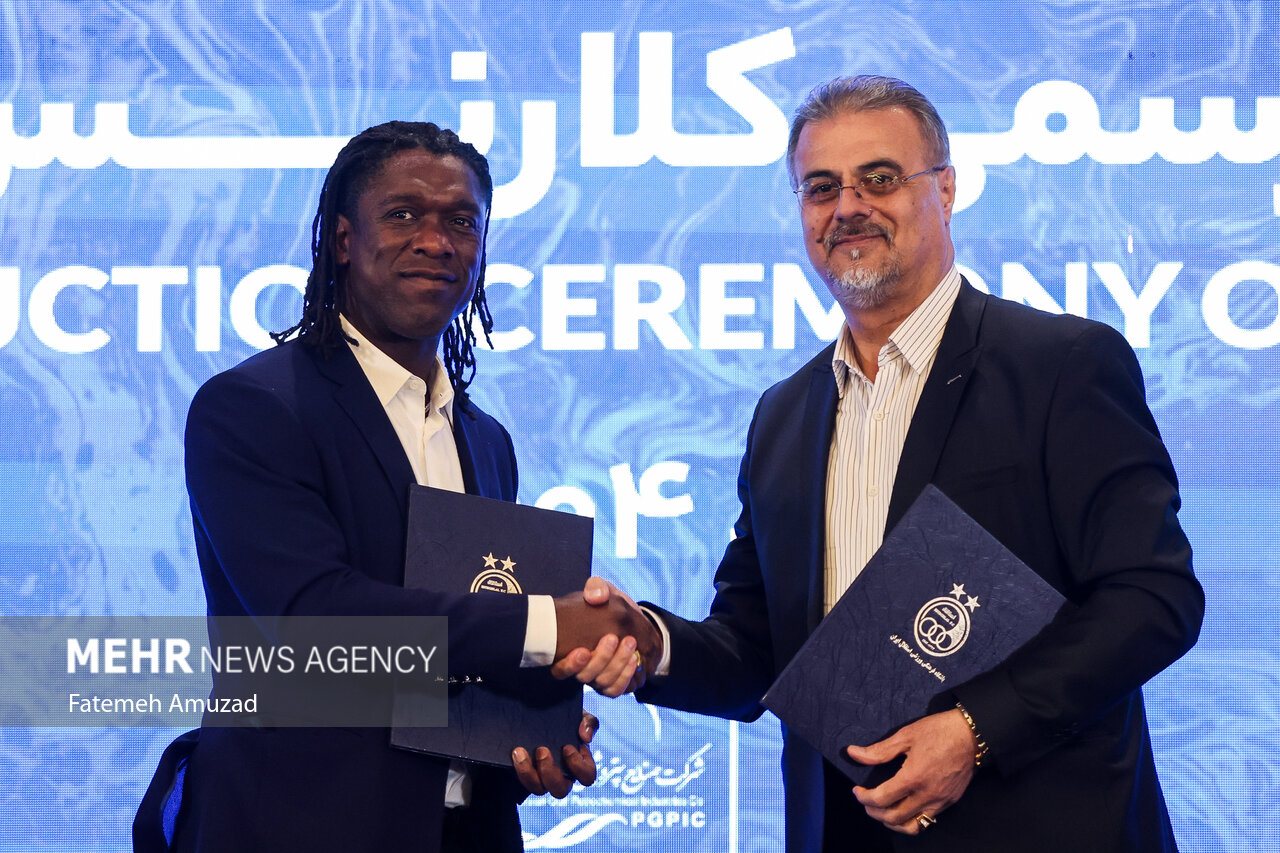
مراسم معارفه کلارنس سیدورف توسط علی نظری جویباری

بر اساس ادعای مدیران استقلال، کلارنس سیدورف به همراه تیم مدیریتی باشگاه مذاکرات متعددی را با چند سرمربی خارجی انجام داد، اما این مذاکرات به دلایل مختلفی به نتیجه نرسیدند و به عقد قرارداد ختم نشد. در این بین، استقلال که ماه‌ها بدون سرمربی ثابت باقی مانده بود، هنوز وارد فصل نقل و انتقالات نشده بود و شایعاتی از عقد قرارداد با سرمربی‌ای که مورد رضایت هواداران نبود، فضای رسانه‌ای و اجتماعی پیرامون باشگاه را ملتهب کرد. در ادامه، گروهی از هواداران خشمگین استقلال با تجمع مقابل ساختمان باشگاه، اعتراض خود را نسبت به عملکرد مدیریت نشان دادند و با سردادن شعارهایی خواستار تغییر در روند تصمیم‌گیری شدند. در نهایت، تحت فشار افکار عمومی، قرارداد باشگاه با فابیو کاریله، سرمربی مورد نظر مدیران، فسخ شد. از سوی دیگر، با توجه به فشار هواداران درحالی که هنوز سرمربی جدیدی معرفی نشده بود، مدیران استقلال بدون سرمربی اقدام به جذب بازیکنان جدید کردند که از جمله آن‌ها می‌توان به عارف آقاسی و امیرمحمد رزاقی‌نیا اشاره کرد.

#### تیر
اوضاع زمانی پیچیده‌تر شد که در پی آغاز حملات ۱۴۰۴ اسرائیل به ایران و شکل‌گیری شرایط اضطراری در کشور، بسیاری از سرمربیان خارجی تمایلی به همکاری با تیم‌های ایرانی نشان ندادند. حتی مربیانی همچون پاتریس کارترون و اسماعیل کارتال نیز ایران را ترک کردند. در این شرایط، تنها کسی که با مسئولیت‌پذیری کامل و علاقه‌مندی فراوان، هدایت استقلال را پذیرفت، ریکاردو ساپینتو بود؛ چهره‌ای که هم از نظر فنی و هم از نظر شخصیتی مورد تأیید و محبوبیت هواداران قرار داشت. او با قراردادی یک‌ساله بار دیگر سکان هدایت استقلال را در دست گرفت. در ادامه طبق گفته ساعده سیما، سخنگوی باشگاه استقلال نقل و انتقالات استقلال زیر نظر ریکاردو ساپینتو با رویه جوانگرایی و حفظ ستاره‌ها آغاز شده و رسانه باشگاه استقلال در ۱۱ تیر از عقد قرارداد با کاپیتان تیم ملی جوانان، اسماعیل قلی‌زاده و تمدید قرارداد رامین رضاییان داد.
اخبار منتشرشده از لیست ورود و خروج ریکاردو ساپینتو، سرمربی استقلال، نشان می‌داد که او درخواست جذب یک دروازه‌بان ایرانی و یک دروازه‌بان خارجی را مطرح کرده است. این موضوع باعث تشدید گمانه‌زنی‌ها دربارهٔ تمدید یا عدم تمدید قرارداد سید حسین حسینی، کاپیتان استقلال، و احتمال جدایی‌اش از این تیم شده است. در حالی که برخی هواداران خواستار تمدید قرارداد حسینی هستند، گروهی دیگر به دلیل عملکرد سینوسی او، ناکامی در پیروزی در شهرآوردها، شایعاتی دربارهٔ باندبازی، ضعف در مدیریت رختکن به‌عنوان کاپیتان، و روابط نه‌چندان خوب با برخی ستاره‌های محبوب تیم، خواهان جدایی‌اش شدند. آن‌ها معتقدند حسینی یکی از عوامل ناهماهنگی‌های اخیر در تیم بوده است. در همین راستا، باشگاه استقلال با نظر ساپینتو اقدام به جذب حبیب فرعباسی کرد و مذاکراتی نیز با چند دروازه‌بان خارجی انجام داد. از سوی دیگر، نظری جویباری در مصاحبه‌ای عنوان کرد که ساپینتو ممکن است رقابتی میان حسینی و دروازه‌بان جدید شکل دهد و تأکید کرد که ساپینتو هنوز به‌طور رسمی خواهان کنار گذاشتن حسینی نشده است، او همچنین افزود باشگاه در تلاش است قرارداد حسینی را تمدید کند.
در همین بحبوحه استقلال موفق به جذب رضایتنامه رستم آشورماتوف از باشگاه روبین کازان و عقد قراردادی دوساله با وی شد و همچنین کاپیتان دوم استقلال روزبه چشمی یک فصل دیگر تمدید کرد. بیژن طاهری نیز با درخواست سا پینتو به عنوان سرپرست به باشگاه استقلال بازگشت.
در ۲۲ تیر ۱۴۰۴ اعضای تیم استقلال به اردویی تمرینی در شهر ازمیت، ترکیه راهی شدند اما استقلال با ترکیبی ناقص و کامل نشده به این اردو رفت و در همین روز تعدادی هوادار معترض به کامل نشدن تیم و مشکلات حل نشده در جلوی دفتر باشگاه حاضر شدند.
پس از حل نشدن مشکلات، هواداران استقلال در فضای مجازی فراخوانی برای تجمع در جلوی ساختمان باشگاه در تاریخ ۲۸ تیر ۱۴۰۴ در اعتراض به عملکرد به‌شدت ضعیف و نابخردانهٔ علی نظری جویباری و هیئت مدیره دادند و در این روز نزدیک به سیصد نفر هوادار باشگاه استقلال حضور یافتند و اعتراض خود را با شعارهایی علیه علی نظری جویباری، اعضای هیئت مدیره، سخنگوی باشگاه که وی را به ماله‌کشی متهم کردند و همچنین خواهان جدایی سید حسین حسینی شدند.

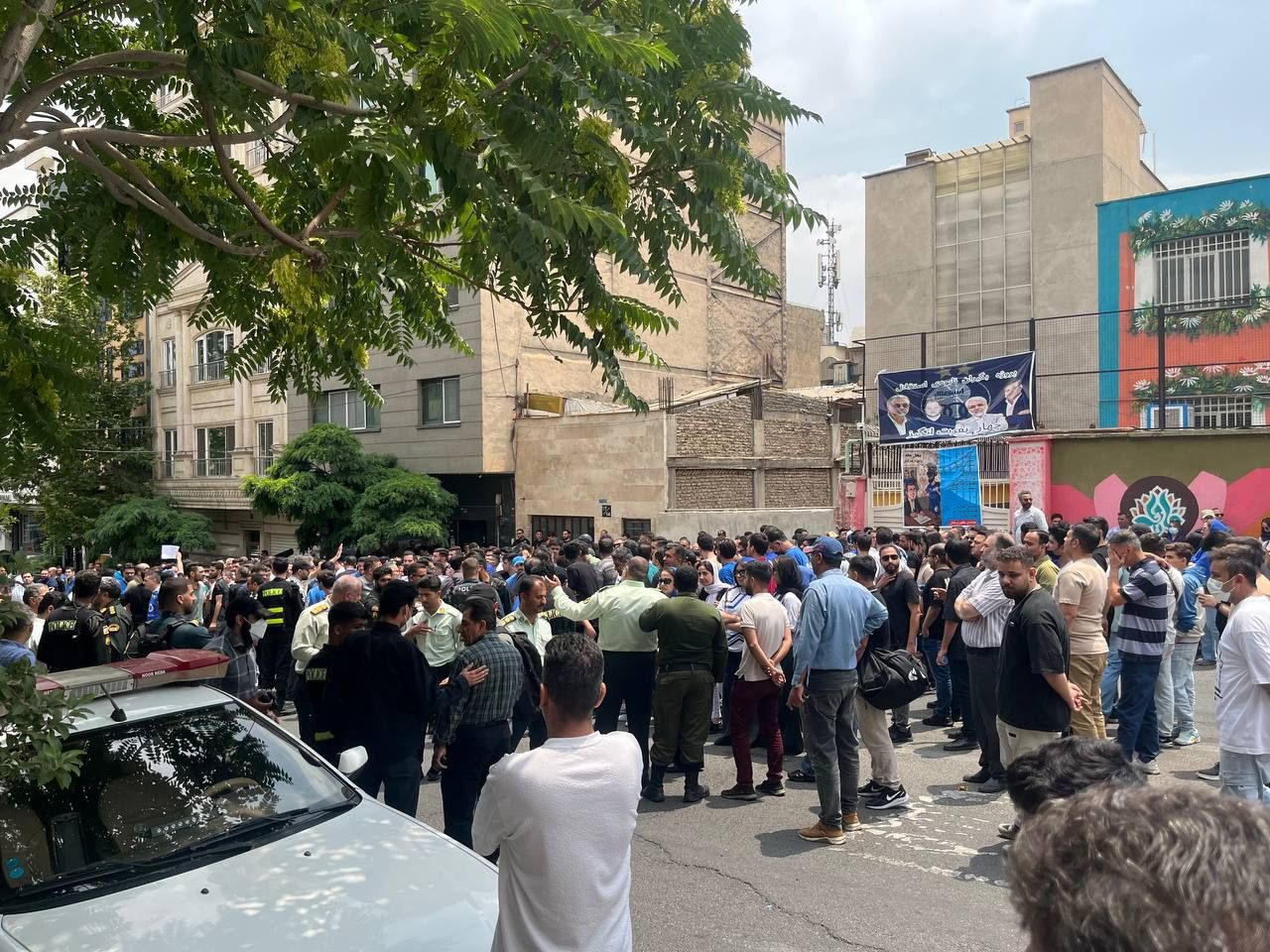
تصویری از تجمع هواداران استقلال

و همچنین هواداران با تشویق مصطفی آجرلو، مدیرعامل سابق استقلال خوهان بازگشت او شدند و وحید قلیچ، بازیکن سابق تیم رقیب، پرسپولیس نیز در این تجمع شرکت کرد.
پس از گذشت یک روز از تجمع اعتراضی هواداران استقلال و پاسخگو نبودن هیچ‌یک از مدیران به وضعیت نابسامان استقلال ریکاردو ساپینتو با یک استوری در صفحه خود در اینستاگرام نیز به این وضعیت بد اعتراض خود را عنوان کرد.
در ۳۰ تیر ۱۴۰۴ عیسی آل کثیر، بازیکن تیم رقیب سنتی استقلال که بارها برای استقلال کری خوانده بود و توهین کرده بود برای عقد قرارداد وارد باشگاه شد و علاوه بر این زمزمه‌هایی از مذاکره با علی شجاعی نیز بود که دوباره هواداران استقلال شروع به اعتراض‌های تند و شدیدی در فضای مجازی کردند و در ۳۱ تیر چند تن از هواداران معترض جلوی ساختمان باشگاه حضور یافتند و با اعتراض خود را به گوش علی تاجرنیا رساندند و دقایقی با او صحبت کردند که وی سلب مسئولیت کرد و گفت که همه کارها به مدیرعامل یعنی علی نظری جویباری واگذار شده و وی دخالتی در امور نقل و انتقالاتی ندارد. ساعاتی بعد سخنگوی باشگاه اعلام کرد که آل کثیر رسماً با قراردادی یکساله به استقلال پیوسته که بازهم با واکنش به‌شدت منفی هواداران استقلال روبرو بودند.

#### مرداد
سید حسین حسینی، کاپیتان استقلال که مورد انتقاد شدید هواداران استقلال بود در ۱ مرداد ۱۴۰۴ به سپاهان پیوست و روزبه چشمی کاپیتان اول استقلال شد.
تا ۷ مرداد ۱۴۰۴ هیچ‌یک از مشکلات استقلال رفع نشد و صدای اعتراضات هواداران استقلال به جایی نرسید که هواداران استقلال تصمیم بر تجمع روبروی ساختمان شرکت صنایع پتروشیمی خلیج فارس گرفتند و تعدادی از هواداران استقلال در این محل حاضر شدند و تعدادی دیگر از هواداران در جلوی ساختمان باشگاه استقلال حاضر شدند و این سومین تجمع از ابتدای فصل بود که این موضوع نشان از فاجعه مدیریتی در باشگاه استقلال است.
پس از پایان اردوی استقلال در ترکیه ساپینتو در مصاحبه ای عدم نارضایتی خودش رو از شرایط و امکانات اردو، وضعیت فاجعه بار نقل و انتقالاتی نسبت به رقبا و همچنین خانم سخنگوی باشگاه رو به برهم زدن جو متهم کرد و اعلام کرد این بدترین نقل و انتقالات تاریخ مربیگری‌ام است وی همچنین گفت تنها حامیان من در این باشگاه هواداران هستند.
پس از تداوم مشکلات مدیریتی در باشگاه استقلال علی تاجرنیا، علی نظری جویباری، دیگر اعضای هیئت‌مدیره باشگاه، و حسین قربان‌زاده نماینده شرکت صنایع پتروشیمی خلیج فارس، اعضای فراکسیون ورزش مجلس شورای اسلامی، این افراد را به نشستی تخصصی در مجلس دعوت کردند تا دربارهٔ وضعیت موجود باشگاه استقلال توضیحاتی ارائه دهند. این نشست با حضور اعضا و هیئت‌رئیسه فراکسیون ورزش، علی تاجرنیا، مجتبی فریدونی، کاظم اولیایی به عنوان نماینده پیشکسوتان، قربان‌زاده نماینده شرکت هلدینگ خلیج فارس، محمد مهدی فروردین رئیس فراکسیون ورزش مجلس و برخی نمایندگان مجلس از جمله علی بابایی کارنامی، رحیم زارع و شهباز حسن‌پور برگزار شد. در این جلسه، چالش‌های مدیریتی، ساختار اقتصادی باشگاه، ضعف در شفافیت عملکرد، و مشکلات ساختاری استقلال مورد بررسی قرار گرفت. اعضای فراکسیون ورزش مجلس بر لزوم بازنگری در ساختار مدیریت باشگاه و استفاده از مدیران شایسته و پیشکسوتان تأکید کردند و خواستار ارتقای پاسخگویی و سلامت اداری در باشگاه‌های حرفه‌ای شدند. همچنین پیشنهادهایی برای تدوین سازوکارهای نظارتی شفاف و تقویت ارتباط با هواداران ارائه شد که قرار است در جلسات بعدی پیگیری شود. سخنگوی فراکسیون در این جلسه اعلام کرد که مدیران استقلال به برخی اشتباهات مدیریتی از جمله تعلیق در روند تصمیم‌گیری و انعقاد قراردادهای مالی سنگین با مربیان یا بازیکنانی که فرصت حضور در میدان نیافتند معترف شدند. به‌ویژه پرونده‌هایی مانند موسیمانه، کاریله و سایر مربیان یا بازیکنانی که بدون حتی دقیقه‌ای بازی از تیم جدا شدند، در این جلسه مطرح گردید.
استقلال پس از مدت‌ها توانست با بازیکن جدیدی قرارداد ببندد اما نه برای نقل و انتقالات تابستانی، مدیران استقلال اقدام به عقد قرارداد با یاسر آسانی که پنج ماه از قرارداد وی با باشگاه کره‌ای مانده بود کردند و قراردادی یک و نیم ساله بستند و رسانه رسمی باشگاه اعلام کرد که وی پس از پایان قراردادش با باشگاهش به استقلال اضافه خواهد شد اما در تلاش هستند با پرداخت رضایتنامه به باشگاه کره‌ای این بازیکن از اول فصل به تیم اضافه شود. همچنین استقلال با پرداخت رضایتنامه توانست سعید سحرخیزان و داکنز نازون را جذب کنند.
کلارنس سیدورف، مشاور ورزشی استقلال که در جذب نازون نقش داشت نیز به تهران آمد و چند جلسه ای نظاره‌گر تمرین استقلال بود همچنین با کاوران استقلال به اصفهان سفر کرد تا فینال سوپرجام را از نزدیک تماشا کند. در ۲۰ مرداد ۱۴۰۴ کیت استقلال برای فصل پیش رو با برندی ناشناخته رونمایی شد که این کیت پیش تر به عنوان کیت آکادمی استقلال در ۸ مرداد رونمایی شده بود و هواداران استقلال نسبت به این موضوع و طرح نه‌چندان جالب انتقادهایی وارد کردند، و مقرر شد کیت جدیدی برای باقی رقابت‌ها تدارک دیده شود.

##### اربعین
هم‌زمان با فرارسیدن پیاده‌روی اربعین، باشگاه فوتبال استقلال تهران در راستای ایفای نقش فرهنگی و اجتماعی خود، اقدام به راه‌اندازی موکب از مرز مهران تا حرم‌ها کرد، اتوبوس‌هایی از کمپ ناصر حجازی به سمت مرز مهران برای حمل و نقل هواداران تدارک دید و همچنین درمانگاه‌هایی را در مسیر زائران فراهم کرد.

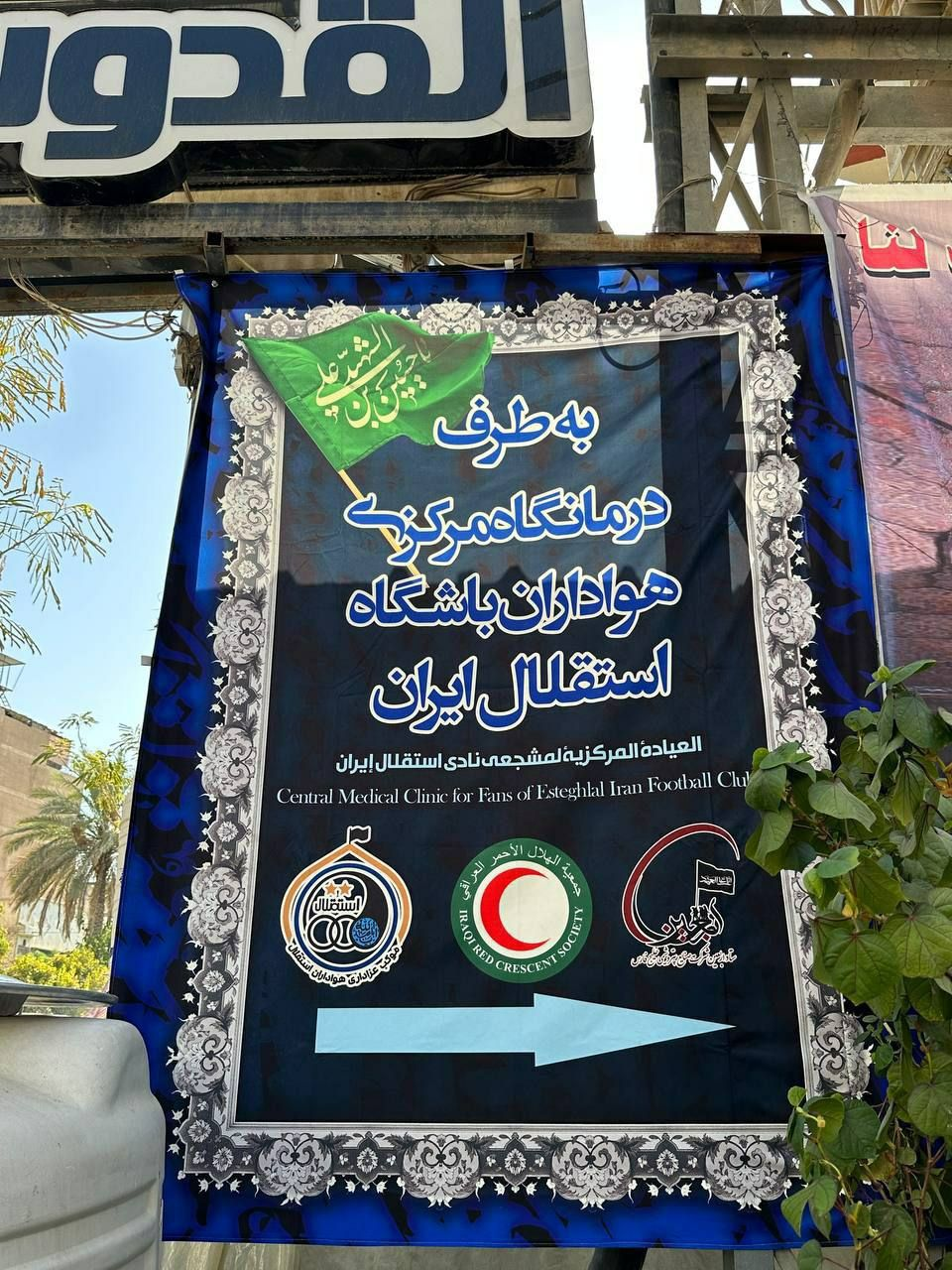
تابلوی درمانگاه تدارک دیده شده توسط باشگاه فرهنگی ورزشی استقلال در مسیر پیاده‌روی اربعین در اربعین ۱۴۰۴

مدیر اجرایی موکب مهران اعلام کرد که موکب استقلال ضمن اسکان روزانه ۲۰۰ زائر درروز ۳۰۰۰ هزار نیم‌پرس غذا طبخ و بین زائران اربعین توزیع می‌کنند. باشگاه استقلال در روز اربعین اعلام کرد باشگاه استقلال به همراه هلدینگ خلیج فارس ۱۳ موکب در مسیر زائران تدارک دید.

### حین فصل
استقلال اولین بازی فصل که فینال سوپر جام فوتبال ایران ۱۴۰۴ بود را با نتیجه ۲–۱ واگذار کرد و این جام را از دست داد. پس از این بازی که هواداران استقلال انتقادهایی به دیر بسته شدن تیم داشتند علی نظری جویباری استعفا داد و سمت مدیرعاملی استقلال کنار کشید. چند روز بعد جلسه هییت مدیره تشکیل شد و با تصمیم هییت مدیره علی تاجرنیا به عنوان سرپرست مدیرعاملی انتخاب شد. در ۲۷ مرداد ۱۴۰۴ علی تاجرنیا با حضور در برنامه فوتبال برتر خبر از تشکیل باشگاه فوتبال استقلال ب در شهر زاهدان داد همچنین اعلام کرد موسی جنپو به استقلال پیوست، یاسر آسانی نیز از اول فصل استقلال را همراهی خواهد کرد و عیسی آل کثیر این فصل در لیست بازیکنان استقلال قرار نمیگیرد، هواداران استقلال ازین فصل نقل و انتقالاتی به عنوان یکی بهترین نقل و انتقلات دهه های اخیر استقلال شمردند.
استقلال در اولین بازی خود در لیگ برتر ۰۵–۱۴۰۴ به مصاف تراکتور در تبریز رفت و با گل محمدحسین اسلامی به اولین پیروزی دست یافت.

## اعضای باشگاه

### کادرفنی
| سمت              | نام                |
| ---------------- | ------------------ |
| سرمربی           | ریکاردو ساپینتو    |
| دستیار سرمربی    | نونو مورایس        |
| دستیار سرمربی    | خسرو حیدری         |
| بدنساز           | لئوناردو مندس سوسا |
| آنالیزور         | آندره دسوسا        |
| آنالیزور         | علی بنی‌شیخ‌الاسلامی |
| مربی دروازه‌بان‌ها | جورجیوس اسکیاتیتیس |
| سرپرست           | بیژن طاهری         |
| مدیر رسانه       | محمد نوری‌فر        |
| تدارکات          | مدد جباری          |

#### تیم پزشکی
| سمت       | نام                                                                |
| --------- | ------------------------------------------------------------------ |
| پزشک تیم  | میثم رضایی                                                         |
| ماساژور   | علی شاجانی                                                         |
| فیزیوتراپ | محمود باقری (تا تاریخ ۱۹ مرداد ۱۴۰۴) میلاد زرین (از ۱۹ مرداد ۱۴۰۴) |

### مقامات باشگاه

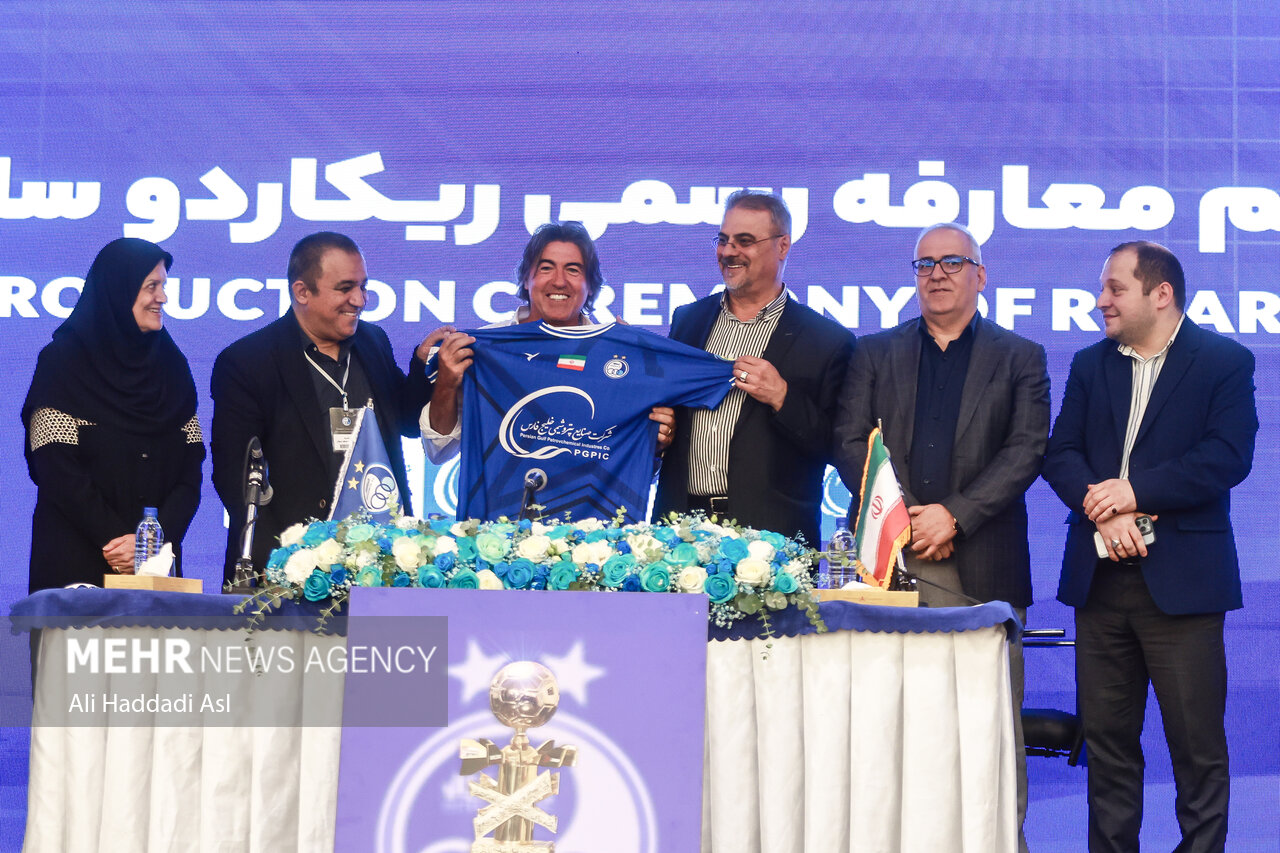
همه اعضای هیئت مدیره در مراسم معارفه ریکاردو ساپینتو

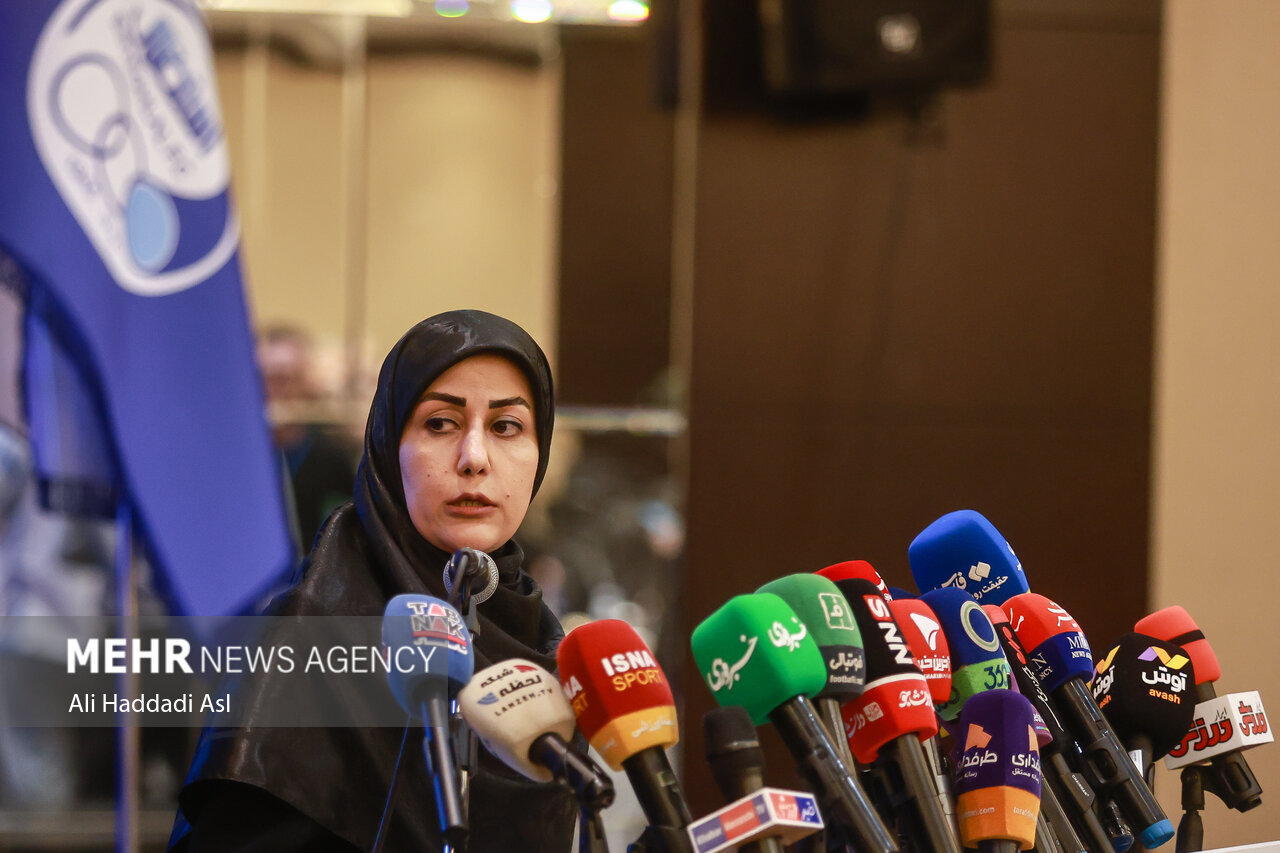
کنفرانس خبری ساعده سیما، اولین سخنگوی زن تاریخ باشگاه استقلال

| سمت                            | نام                                                                |
| ------------------------------ | ------------------------------------------------------------------ |
| رئیس هیئت مدیره                | علی تاجرنیا                                                        |
| مدیرعامل                       | علی نظری جویباری (تا ۲۳ مرداد ۱۴۰۴) علی تاجرنیا (سرپرست مدیرعاملی) |
| مشاور ورزشی                    | کلارنس سیدورف                                                      |
| عضو هیئت مدیره                 | مجتبی فریدونی                                                      |
| عضو هیئت مدیره                 | فریده شجاعی                                                        |
| عضو هیئت مدیره                 | محمود رضا بابایی                                                   |
| عضو هیئت مدیره                 | علی نظری جویباری                                                   |
| مدیر آکادمی                    | علیرضا اسدی                                                        |
| مدیر روابط عمومی               | پژمان ماندگاری                                                     |
| مدیر حقوقی باشگاه              | مجتبی طباطبایی                                                     |
| معاون بین‌الملل                 | حامد افضلی                                                         |
| مدیر اجرایی                    | داوود قاضی نور                                                     |
| حراست باشگاه                   | مهدی نوروزخانی                                                     |
| سخنگوی باشگاه                  | ساعده سیما                                                         |
| معاون توسعه و منابع باشگاه     | مجید رجب کردی                                                      |
| معاون فرهنگی و مسئولیت اجتماعی | مهدی صاحب‌دل                                                        |

### کانون پیشکسوتان استقلال

#### هیئت امنای کمیته پیشکسوتان[۸۹][۹۰]
| اعضای هیئت امنای کمیته پیشکسوتان |
| -------------------------------- |
| علی جباری                        |
| جواد قراب                        |
| اکبر کارگرجم                     |
| مهدی کشاورز                      |
| عباس کردنوری                     |
| هادی نراقی                       |
| جهانگیر کوثری                    |
| سعید مراغه چیان                  |
| اصغر حاجیلو                      |
| حسن روشن                         |
| نصرالله عبداللهی                 |
| گودرز حبیبی                      |
| منصور رشیدی                      |
| اصغر شرفی                        |
| فریده شجاعی                      |

#### هیئت مدیره کانون پیشکسوتان باشگاه استقلال[۹۱]
| اعضای منتخب هییت مدیره کانون پیشکسوتان |
| -------------------------------------- |
| علی شوری                               |
| بهتاش فریبا                            |
| محمد نوری                              |
| محمد نوازی                             |
| شاهرخ بیانی                            |
| امیرهوشنگ زرین کمر                     |
| حسین تراب پور                          |
| ایوب اصغرخانی (علی‌البدل)               |
| حمید ملک‌احمدی (علی‌البدل)               |
| محمدرضا مهرانپور (علی‌البدل)            |

### کمیته انضباطی و استیناف باشگاه استقلال
باشگاه استقلال در تاریخ ۲۱ اردیبهشت ۱۴۰۴ با صدور بیانیه‌ای رسمی از تشکیل کمیته جدید انضباطی و استیناف خبر داد. در این بیانیه تأکید شده که اعضای این کمیته، همگی از قضات عالی‌رتبه و استادان برجسته حقوق کشور هستند. در جلسه معارفه اعضای جدید این کمیته، تاجرنیا با اشاره به اینکه «بی‌اخلاقی، خط قرمز باشگاه استقلال است»، از اعضای کمیته خواست با برگزاری جلسات منظم، مدیریت باشگاه را در انجام وظایفش همراهی کنند.
| سمت                 | نام                   |
| ------------------- | --------------------- |
| اعضای کمیته انضباطی | سجاد مظلومی           |
| اعضای کمیته انضباطی | محمود علیزاده         |
| اعضای کمیته انضباطی | تورج تقی‌زاده          |
| اعضای کمیته انضباطی | محسن ناظمی زاده       |
| رئیس کمیته استیناف  | عباس منصوری           |
| عضو کمیته استیناف   | حبیب بابایی قره قشلاق |
| دبیر کمیته استیناف  | حمیدرضا به گذر        |

### آکادمی
| سمت                      | نام             |
| ------------------------ | --------------- |
| مدیر آکادمی              | علیرضا اسدی     |
| مدیرفنی آکادمی           | مسعود اقبالی    |
| مربی امیدها              | رضا نورمحمد     |
| مربی جوانان              | هاشم بیک‌زاده    |
| مربی نوجوانان            | احمد کعبیان پور |
| مربی نونهالان            | رامین محرم نژاد |
| مدیر رسانه و روابط عمومی | علی رضایی       |

## بازیکنان

### ترکیب کنونی
تا تاریخ ۲۸ مرداد ۱۴۰۴
بازیکنان تحت قرارداد
| ‎دروازه‌بان |          |                     |              |            |
| ش.        | م.       | نام                 | تیم قبلی     | توضیحات    |
| ۱         | اسپانیا  | آنتونیو آدان        | اسپورتینگ    |            |
| ۷۶        | ایران    | حبیب فرعباسی        | ذوب‌آهن       |            |
| ۵۰        | ایران    | امیرحسین نیک‌پور     | گل‌گهر        | زیر ۲۳ سال |
| ۶۰        | ایران    | سید آریا حسینی فر   | آکادمی       | زیر ۲۱ سال |
| ‎مدافع     |          |                     |              |            |
| ۳         | ایران    | آرمین سهرابیان      | نساجی        |            |
| ۱۰        | ایران    | رامین رضاییان       | سپاهان       |            |
| ۲         | ایران    | صالح حردانی         | سپاهان       |            |
| ۳۳        | ایران    | ابوالفضل جلالی      | سایپا        |            |
| ۱۹        | ایران    | سامان فلاح          | ملوان        |            |
| ۲۳        | ایران    | عارف آقاسی          | تراکتور      |            |
| ۲۷        | ایران    | حسین گودرزی         | سپاهان       |            |
| ۵         | ازبکستان | رستم آشورماتوف      | روبین کازان  |            |
| ۶         | ایران    | عارف غلامی          | تراکتور      |            |
| ۶۶        | ایران    | ضرغام سعداوی        | فولاد        | زیر ۲۱ سال |
| ۱۸        | ایران    | ابوالفضل ذلیخایی    | آکادمی       | زیر ۲۱ سال |
| ‎هافبک     |          |                     |              |            |
| ۴         | ایران    | روزبه چشمی          | ام‌صلال       | کاپیتان    |
| ۲۲        | گابن     | دیدیه اندونگ        | الریاض       |            |
| ۱۵        | ایران    | ابوالفضل زمانی      | پیکان        | زیر ۲۱ سال |
| ۲۰        | ایران    | علیرضا کوشکی        | گل‌گهر        |            |
| ۷۷        | ازبکستان | جلال‌الدین ماشاریپوف | پانسرایکوش   |            |
| ۸۰        | ایران    | محمدحسین اسلامی     | ذوب آهن      |            |
| ۸۸        | ایران    | مهران احمدی         | خیبر         |            |
| ۸         | ایران    | امیرمحمد رزاقی‌نیا   | گل‌گهر        | زیر ۲۱ سال |
| ۸۷        | ایران    | اسماعیل قلی‌زاده     | شمس آذر      | زیر ۲۱ سال |
|           | آلبانی   | یاسر آسانی          | گوانگجو      |            |
|           | ایران    | محمدمهدی قایدی      | آکادمی       | زیر ۲۱ سال |
|           | ایران    | علیرضا محبعلی       | آکادمی       | زیر ۲۱ سال |
|           | ایران    | امیرعلی محمدی       | آکادمی       | زیر ۲۱ سال |
| ‎مهاجم     |          |                     |              |            |
| ۹         | هائیتی   | داکنز نازون         | قیصریه اسپور |            |
| ۱۱        | ایران    | سعید سحرخیزان       | اورنبورگ     | زیر ۲۳ سال |
| ۷         | ایران    | محمدرضا آزادی       | العروبه      |            |
| ۹۳        | ایران    | حسام اسکندری        | آکادمی       | زیر ۲۳ سال |

## نقل و انتقالات

### نقل و انتقالات تابستانی
سازمان لیگ بازه زمانی نقل انتقالات تابستانی لیگ برتر را از ۱۰ خرداد تا ۲۰ مرداد ۱۴۰۴ اعلام کرد.

#### ورودی‌ها
| ش.    | پ.        | نام.              | سن. | از تیم.       | مدت قرارداد. | نوع انتقال.                   | مبلغ.                | تاریخ.        | منبع            |
| ----- | --------- | ----------------- | --- | ------------- | ------------ | ----------------------------- | -------------------- | ------------- | --------------- |
| ورودی |           |                   |     |               |              |                               |                      |               |                 |
| ۱۹    | مدافع     | سامان فلاح        | ۲۴  | ملوان         | ۲ فصل        | دائمی (بازگشت پس از قرض دادن) | رایگان               | ۱۰ خرداد ۱۴۰۴ | [ ۹۵ ]          |
| ۸     | هافبک     | امیرمحمد رزاقی‌نیا | ۱۹  | گل‌گهر         | ۳ فصل        | دائمی                         | ۲۰ میلیارد           | ۲۱ خرداد ۱۴۰۴ | [ ۱۲ ]          |
| ۲۳    | مدافع     | عارف آقاسی        | ۲۸  | تراکتور       | ۲ فصل        | دائمی                         | رایگان (بازیکن آزاد) | ۲۲ خرداد ۱۴۰۴ | [ ۱۳ ]          |
| ۸۷    | هافبک     | اسماعیل قلی‌زاده   | ۱۹  | شمس‌آذر        | ۴ فصل        | دائمی                         | رایگان (بازیکن آزاد) | ۱۱ تیر ۱۴۰۴   | [ ۱۹ ]          |
| ۵     | مدافع     | رستم آشورماتوف    | ۲۹  | روبین کازان   | ۲ فصل        | دائمی                         | ۵۰۰ هزار دلار        | ۱۷ تیر ۱۴۰۴   | [ ۲۹ ]          |
| ۷۶    | دروازه‌بان | حبیب فرعباسی      | ۲۷  | ذوب‌آهن        | ۲ فصل        | دائمی                         | ۳۰ میلیارد           | ۱۸ تیر ۱۴۰۴   | [ ۲۵ ]          |
|       |           | علیرضا محبعلی     | ۱۹  | آکادمی        | -            | دائمی                         | رایگان               | ۲۴ تیر ۱۴۰۴   | [ ۹۶ ]          |
|       |           | محمدمهدی قایدی    | ۱۹  | آکادمی        | -            | دائمی                         | رایگان               | ۲۴ تیر ۱۴۰۴   | [ ۹۶ ]          |
| ۷۲    | مهاجم     | عیسی آل‌کثیر       | ۳۵  | پرسپولیس      | ۱ فصل        | دائمی                         | رایگان (بازیکن آزاد) | ۳۰ تیر ۱۴۰۴   | [ ۹۷ ]          |
| ۲۷    | مدافع     | حسین گودرزی       | ۲۴  | سپاهان        | ۳ فصل        | دائمی                         | ۱۵ میلیارد           | ۹ مرداد ۱۴۰۴  | [ ۹۸ ]          |
| ۱     | دروازه‌بان | آنتونیو آدان      | ۳۸  | بازیکن آزاد   | ۱ فصل        | دائمی                         | رایگان               | ۱۵ مرداد ۱۴۰۴ | [ ۹۹ ]          |
| ۱۱    | مهاجم     | سعید سحرخیزان     | ۲۲  | اورنبورگ      | ۳ فصل        | دائمی                         | ۲ میلیون دلار        | ۱۶ مرداد ۱۴۰۴ | [ ۱۰۰ ] [ ۱۰۱ ] |
| ۹     | مهاجم     | داکنز نازون       | ۳۱  | قیصریه‌اسپور   | ۳ فصل        | دائمی                         | ۸۵۰ هزار دلار        | ۱۶ مرداد ۱۴۰۴ | [ ۱۰۲ ]         |
| ۵۵    | مدافع     | عارف غلامی        | ۲۸  | تراکتور       | ۲ فصل        | دائمی                         | رایگان               | ۲۳ مرداد ۱۴۰۴ | [ ۱۰۳ ]         |
|       | وینگر     | یاسر آسانی        | ۳۰  | گوانگجو       | ۲ فصل        | دائمی                         | ۸۵۰ هزار دلار        | ۱۲ مرداد ۱۴۰۴ | [ ۱۰۴ ] [ ۸۶ ]  |
|       | وینگر     | موسی جنپو         | ۲۷  | استاندارد لیژ | ۲ فصل        | دائمی                         | رایگان               |               | [ ۸۶ ]          |

#### خروجی‌ها
| ش.    | پ.        | نام               | سن | به تیم          | نوع انتقال    | مبلغ         | تاریخ         | منبع            |
| ----- | --------- | ----------------- | -- | --------------- | ------------- | ------------ | ------------- | --------------- |
| خروجی |           |                   |    |                 |               |              |               |                 |
| ۹۱    | مهاجم     | مسعود جمعه        | ۲۹ |                 | دائمی         | رایگان       | ۴ خرداد ۱۴۰۴  | [ ۱۰۵ ]         |
| ۷۰    | مهاجم     | امیرمحمد مردمی    | ۱۹ |                 | دائمی         | رایگان       | ۴ خرداد ۱۴۰۴  |                 |
| ۶۶    | هافبک     | مهدی بهرامی‌نژاد   | ۱۹ |                 | دائمی         | رایگان       | ۴ خرداد ۱۴۰۴  |                 |
| ۱۲    | دروازه‌بان | محمدرضا خالدآبادی | ۲۴ | شمس‌آذر          | دائمی         | فسخ قرارداد  | ۲۶ خرداد ۱۴۰۴ | [ ۱۰۶ ] [ ۱۰۷ ] |
| ۸۸    | هافبک     | آرش رضاوند        | ۳۱ | سپاهان          | دائمی         | رایگان       | ۹ تیر ۱۴۰۴    | [ ۱۰۸ ]         |
| ۵۵    | مدافع     | رافائل سیلوا      | ۳۳ | الفیصلی         | دائمی         | رایگان       | ۵ تیر ۱۴۰۴    | [ ۱۰۹ ] [ ۱۱۰ ] |
|       | مدافع     | محمدحسین مرادمند  | ۳۲ |                 | دائمی         | رایگان       | ۱۱ تیر ۱۴۰۴   | [ ۱۱۱ ]         |
| ۷     | مهاجم     | مهرداد محمدی      | ۳۱ | تراکتور         | دائمی         | رایگان       | ۱ مرداد ۱۴۰۴  | [ ۱۱۲ ]         |
| ۱۱    | مهاجم     | جوئل کوجو         | ۲۶ | نفتچی           | قرضی (۵ ماهه) | ۷۵ هزار دلار | ۱ مرداد ۱۴۰۴  | [ ۱۱۳ ]         |
| ۱     | دروازه‌بان | سید حسین حسینی    | ۳۳ | سپاهان          | دائمی         | رایگان       | ۱ مرداد ۱۴۰۴  | [ ۵۷ ]          |
| ۹۹    | هافبک     | امیرعلی صادقی     | ۲۴ | استقلال خوزستان | دائمی         | رایگان       | ۳ مرداد ۱۴۰۴  | [ ۱۱۴ ]         |
| ۶     | مدافع     | ایمان سلیمی       | ۲۹ | مس رفسنجان      | دائمی         | رایگان       | ۱۱ مرداد ۱۴۰۴ | [ ۱۱۵ ]         |
| ۱۴    | هافبک     | زبیر نیک‌نفس       | ۳۲ |                 | دائمی         | رایگان       | ۲۹ مرداد ۱۴۰۴ | [ ۱۱۶ ]         |
| ۲۸    | هافبک     | مجتبی هاشمی‌نسب    | ۱۹ | شهرداری نوشهر   | قرضی          | رایگان       | ۲۹ مرداد ۱۴۰۴ | [ ۱۱۷ ]         |

#### تمدیدی‌ها
| ش.    | پ.    | نام           | سن | مدت تمدید | پایان قرارداد | تاریخ       | منبع   |
| ----- | ----- | ------------- | -- | --------- | ------------- | ----------- | ------ |
| تمدید |       |               |    |           |               |             |        |
| ۱۰    | مدافع | رامین رضاییان | ۳۵ | ۱ فصل     | ۱۴۰۵          | ۱۱ تیر ۱۴۰۴ | [ ۱۸ ] |
| ۴     | مدافع | روزبه چشمی    | ۳۱ | ۱ فصل     | ۱۴۰۵          | ۲۱ تیر ۱۴۰۴ | [ ۳۰ ] |

## پیش‌فصل و بازی‌های دوستانه
برد       مساوی       باخت       بازی‌ها
| ۲۴ تیر ۱۴۰۴ دوستانه ۱ | استقلال   | ۱–۲             | الحسین         | ازمیت، ترکیه           |
| ۱۸:۰۰ DST (UTC+۴:۳۰)  | کوشکی ۵۷' | ایران خبر ورزشی | 'گل (۶۷) · ۸۶' | ورزشگاه: کمپ شهر ازمیت |

| ۲۸ تیر ۱۴۰۴ دوستانه ۲ | استقلال               | ۲–۱       | قوجاایلی‌اسپور | ازمیت، ترکیه           |
| ۱۸:۰۰ DST (UTC+۴:۳۰)  | کوشکی ۵۹' · آقاسی ۷۵' | خبر ورزشی | ۳۰'احمد سائات | ورزشگاه: کمپ شهر ازمیت |

| ۳۱ تیر ۱۴۰۴ دوستانه ۳ | استقلال               | ۲–۱   | الوعب    | ازمیت، ترکیه           |
| ۱۸:۰۰ DST (UTC+۴:۳۰)  | آزادی ۶۰' · کوشکی ۶۵' | ورزش۳ | ۷۴' فیصل | ورزشگاه: کمپ شهر ازمیت |

| ۴ مرداد ۱۴۰۴ دوستانه ۴ | استقلال                 | ۱–۱   | سپاهان       | ازمیت، ترکیه           |
| ۱۸:۰۰ DST (UTC+۴:۳۰)   | آزادی ۲۲' · رضاییان '۷۵ | ورزش۳ | ۱۰' حاجی‌عیدی | ورزشگاه: کمپ شهر ازمیت |

| ۸ مرداد ۱۴۰۴ دوستانه ۵ | استقلال   | ۱–۰ | لوسیل          | ازمیت، ترکیه           |
| ۱۸:۰۰ DST (UTC+۴:۳۰)   | کوشکی ۴۰' |     | 'گل (۶۷) · ۸۶' | ورزشگاه: کمپ شهر ازمیت |

## رقابت‌ها

### بررسی مسابقات
| رقابت               | اولین بازی    | آخرین بازی | شروع دور  | آمار | آمار | آمار | آمار | آمار | آمار | آمار | آمار  |
| رقابت               | اولین بازی    | آخرین بازی | شروع دور  | بازی | ب    | ت    | ش    | گ‌ز   | گ‌خ   | ت‌گ   | % برد |
| ------------------- | ------------- | ---------- | --------- | ---- | ---- | ---- | ---- | ---- | ---- | ---- | ----- |
| لیگ برتر            | ۲۸ مرداد ۱۴۰۴ |            | هفته اول  | ۱    | ۱    | ۰    | ۰    | ۱    | ۰    | —    | ۱۰۰   |
| لیگ ۲ قهرمانان آسیا |               |            | گروهی     | ۰    | ۰    | ۰    | ۰    | ۰    | ۰    | —    | —     |
| جام حذفی            |               |            | یک‌شانزدهم | ۰    | ۰    | ۰    | ۰    | ۰    | ۰    | —    | —     |
| مجموع               | مجموع         | مجموع      | مجموع     | ۰    | ۰    | ۰    | ۰    | ۰    | ۰    | ۰+   | —     |

آخرین به‌روزرسانی در: ۲۹ مرداد ۱۴۰۴
سازمان لیگ
ورزش ۳

منبع: رقابت‌ها

### لیگ برتر

#### جدول لیگ
| رتبه | تیم     | بازی | برد | مساوی | باخت | گل زده | گل خورده | گل تفاضل | امتیاز | صعود یا سقوط                                  |
| ---- | ------- | ---- | --- | ----- | ---- | ------ | -------- | -------- | ------ | --------------------------------------------- |
| ۱    | خیبر    | ۱    | ۱   | ۰     | ۰    | ۳      | ۲        | ۱+       | ۳      | صعود به مرحله گروهی لیگ نخبگان آسیا ۲۷–۲۰۲۶   |
| ۲    | استقلال | ۱    | ۱   | ۰     | ۰    | ۱      | ۰        | ۱+       | ۳      | صعود به مرحله مقدماتی لیگ نخبگان آسیا ۲۷–۲۰۲۶ |
| ۳    | پیکان   | ۱    | ۱   | ۰     | ۰    | ۱      | ۰        | ۱+       | ۳      |                                               |
| ۴    | چادرملو | ۱    | ۱   | ۰     | ۰    | ۱      | ۰        | ۱+       | ۳      |                                               |
| ۵    | گل‌گهر   | ۱    | ۱   | ۰     | ۰    | ۱      | ۰        | ۱+       | ۳      |                                               |

#### عملکرد بازی‌های در خانه و بیرون
| مجموع | مجموع  | مجموع | مجموع | مجموع | مجموع | مجموع | مجموع | خانه | خانه | خانه | خانه | خانه | خانه | مهمان | مهمان | مهمان | مهمان | مهمان | مهمان |
| بازی  | امتیاز | پ     | ت     | ش     | گ‌ز    | گ‌خ    | ت‌گ    | پ    | ت    | ش    | گ‌ز   | گ‌خ   | ت‌گ   | پ     | ت     | ش     | گ‌ز    | گ‌خ    | ت‌گ    |
| ----- | ------ | ----- | ----- | ----- | ----- | ----- | ----- | ---- | ---- | ---- | ---- | ---- | ---- | ----- | ----- | ----- | ----- | ----- | ----- |
| ۱     | ۳      | ۱     | ۰     | ۰     | ۱     | ۰     | ۱+    | ۰    | ۰    | ۰    | ۰    | ۰    | ۰    | ۱     | ۰     | ۰     | ۱     | ۰     | ۱+    |

آخرین بروزرسانی: ۲۹ مرداد ۱۴۰۴

منبع: سازمان لیگ
ورزش ۳

پ = پیروزی؛ ت = تساوی؛ ش = شکست؛ گ‌ز = گل زده؛ گ‌خ = گل خورده؛ ت‌گ = تفاضل گل

- آمار این جدول فقط مربوط به لیگ برتر است.

#### روند هفته به هفته
| هفته  | 1 | 2 | 3 | 4 | 5 | 6 | 7 | 8 | 9 | 10 | 11 | 12 | 13 | 14 | 15 | 16 | 17 | 18 | 19 | 20 | 21 | 22 | 23 | 24 | 25 | 26 | 27 | 28 | 29 | 30 |
| ----- | - | - | - | - | - | - | - | - | - | -- | -- | -- | -- | -- | -- | -- | -- | -- | -- | -- | -- | -- | -- | -- | -- | -- | -- | -- | -- | -- |
| زمین  | م | خ | م | خ | م | م | خ | م | خ | م  | خ  | م  | خ  | م  | خ  | خ  | م  | خ  | م  | خ  | خ  | م  | خ  | م  | خ  | م  | خ  | م  | خ  | م  |
| نتیجه | پ |   |   |   |   |   |   |   |   |    |    |    |    |    |    |    |    |    |    |    |    |    |    |    |    |    |    |    |    |    |
| رتبه  | ۲ |   |   |   |   |   |   |   |   |    |    |    |    |    |    |    |    |    |    |    |    |    |    |    |    |    |    |    |    |    |

#### بازی‌ها
برد       مساوی       باخت       تعویق
| ۲۸ مرداد ۱۴۰۴ هفته اول                                                                           | تراکتور      | ۱-۰              | استقلال                             | تبریز                                                                      |
| ۱۹:۰۰ (UTC+۳:۳۰)                                                                                 | خلیل‌زاده '۱۶ | گزارش خلاصه بازی | اسلامی ۶۷' · آدان '۸۰ · رضائیان '۸۶ | ورزشگاه: ورزشگاه شهید قاسم سلیمانی تبریز تماشاگران: محروم داور: پیام حیدری |
| یادداشت: به دلیل محرومیت تراکتور بازی بدون تماشاگر برگزار شد. پاس گل توسط سعید سحرخیزان داده شد. |              |                  |                                     |                                                                            |

| ۴ شهریور ۱۴۰۴ هفته دوم                                                                              | استقلال | v | ذوب‌آهن | قدس، تهران            |
| ۱۹:۳۰ (UTC+۳:۳۰)                                                                                    |         |   |        | ورزشگاه: شهدای شهرقدس |
| یادداشت: به دلیل تعمیرات و بازسازی زمانبر ورزشگاه آزادی، به‌ناچار این بازی در این ورزشگاه برگزار شد. |         |   |        |                       |

| هفته سوم   | استقلال خوزستان | v | استقلال | اهواز، خوزستان        |
| (UTC+۳:۳۰) |                 |   |         | ورزشگاه: ورزشگاه غدیر |

| هفته چهارم                                                                                          | استقلال | v | پیکان | قدس، تهران            |
| (UTC+۳:۳۰)                                                                                          |         |   |       | ورزشگاه: شهدای شهرقدس |
| یادداشت: به دلیل تعمیرات و بازسازی زمانبر ورزشگاه آزادی، به‌ناچار این بازی در این ورزشگاه برگزار شد. |         |   |       |                       |

| هفته پنجم  | شمس‌آذر | v | استقلال | قزوین                          |
| (UTC+۳:۳۰) |        |   |         | ورزشگاه: ورزشگاه سردار آزادگان |

| هفته ششم   | چادرملو | v | استقلال | اردکان، یزد                 |
| (UTC+۳:۳۰) |         |   |         | ورزشگاه: ورزشگاه شهید نصیری |

| هفته هفتم  | استقلال | v | مس | قدس، تهران            |
| (UTC+۳:۳۰) |         |   |    | ورزشگاه: شهدای شهرقدس |

| هفته هشتم  | فجر سپاسی | v | استقلال | شیراز                   |
| (UTC+۳:۳۰) |           |   |         | ورزشگاه: ورزشگاه حافظیه |

| هفته نهم   | استقلال | v | آلومینیوم | قدس، تهران            |
| (UTC+۳:۳۰) |         |   |           | ورزشگاه: شهدای شهرقدس |

| هفته دهم   | سپاهان | v | استقلال | اصفهان                    |
| (UTC+۳:۳۰) |        |   |         | ورزشگاه: ورزشگاه نقش جهان |

| هفته یازدهم | استقلال | v | فولاد | قدس، تهران            |
| (UTC+۳:۳۰)  |         |   |       | ورزشگاه: شهدای شهرقدس |

| هفته دوازدهم | پرسپولیس | v | استقلال | تهران                  |
| (UTC+۳:۳۰)   |          |   |         | ورزشگاه: ورزشگاه آزادی |

| هفته سیزدهم | استقلال | v | ملوان | قدس، تهران            |
| (UTC+۳:۳۰)  |         |   |       | ورزشگاه: شهدای شهرقدس |

| هفته چهاردهم | خیبر | v | استقلال | خرم‌آباد، لرستان       |
| (UTC+۳:۳۰)   |      |   |         | ورزشگاه: ورزشگاه تختی |

| هفته پانزدهم | استقلال | v | گل‌گهر | قدس، تهران            |
| (UTC+۳:۳۰)   |         |   |       | ورزشگاه: شهدای شهرقدس |

### لیگ قهرمانان ۲

#### گروه A
| رتبه | تیم     | بازی | برد | مساوی | باخت | گل زده | گل خورده | گل تفاضل | امتیاز | صلاحیت                                   |  | WAS | EST | MUH | ALW |
| ---- | ------- | ---- | --- | ----- | ---- | ------ | -------- | -------- | ------ | ---------------------------------------- |  | --- | --- | --- | --- |
| ۱    | الوصل   | ۰    | ۰   | ۰     | ۰    | ۰      | ۰        | ۰        | ۰      | Advance to لیگ قهرمانان آسیا ۲ (۲۶–۲۰۲۵) |  | —   |     |     |     |
| ۲    | استقلال | ۰    | ۰   | ۰     | ۰    | ۰      | ۰        | ۰        | ۰      | Advance to لیگ قهرمانان آسیا ۲ (۲۶–۲۰۲۵) |  |     | —   |     |     |
| ۳    | المحرق  | ۰    | ۰   | ۰     | ۰    | ۰      | ۰        | ۰        | ۰      |                                          |  |     |     | —   |     |
| ۴    | الوحدات | ۰    | ۰   | ۰     | ۰    | ۰      | ۰        | ۰        | ۰      |                                          |  |     |     | —   |     |

| ۲۶ شهریور ۱۴۰۴ مرحله گروهی | الوصل | v | استقلال | دبی                    |
| ۲۰:۰۰ (UTC+۳:۳۰)           |       |   |         | ورزشگاه: ورزشگاه زعبیل |

| ۵ آذر ۱۴۰۴ مرحله گروهی | استقلال | v | المحرق | تهران                  |
| ۱۹:۳۰ (UTC+۳:۳۰)       |         |   |        | ورزشگاه: ورزشگاه آزادی |

| ۳۰ مهر ۱۴۰۴ مرحله گروهی | استقلال | v | الوحدات | تهران                  |
| ۲۰:۰۰ (UTC+۳:۳۰)        |         |   |         | ورزشگاه: ورزشگاه آزادی |

| ۱۴ آبان ۱۴۰۴ مرحله گروهی | الوحدات | v | استقلال | امان                             |
| ۲۰:۰۰ (UTC+۳:۳۰)         |         |   |         | ورزشگاه: ورزشگاه ملک عبدالله دوم |

| ۵ آذر ۱۴۰۴ مرحله گروهی | استقلال | v | الوصل | تهران                  |
| ۱۹:۳۰ (UTC+۳:۳۰)       |         |   |       | ورزشگاه: ورزشگاه آزادی |

| ۱۴ آبان ۱۴۰۴ مرحله گروهی | المحرق | v | استقلال | عراد                    |
| ۱۹:۰۰ (UTC+۳:۳۰)         |        |   |         | ورزشگاه: ورزشگاه المحرق |

### جام حذفی
برد       مساوی       باخت       معوقه

### سوپر جام
برد       مساوی       باخت       معوقه
| ۲۰ مرداد ۱۴۰۴ سوپر جام فوتبال ایران ۱۴۰۴ | تراکتور                                      | ۱–۲              | استقلال            | اصفهان                                                   |
| ۱۹:۳۰ (UTC+۳:۳۰)                         | هاشم‌نژاد '۱۱ · حسین‌زاده '۸۷ · اشترکالی ۱+۹۰' | گزارش خلاصه بازی | چشمی '۷ · چشمی ۱۲' | ورزشگاه: نقش جهان تماشاگران: ۵۰٬۰۰۰ نفر داور: وحید کاظمی |

## آمار

### گلزنان
| رتبه                    | ش.         | ملیت       | پست        | نام بازیکن      | لیگ برتر | لیگ۲ قهرمانان آسیا | جام حذفی | سوپر جام | مجموع |
| ----------------------- | ---------- | ---------- | ---------- | --------------- | -------- | ------------------ | -------- | -------- | ----- |
| ۱                       | ۸۰         | ایران      | وینگر      | محمدحسین اسلامی | ۱        | ۰                  | ۰        | ۰        | ۱     |
| ۲                       | ۴          | ایران      | هافبک      | روزبه چشمی      | ۰        | ۰                  | ۰        | ۱        | ۱     |
| گل به خودی              | گل به خودی | گل به خودی | گل به خودی | گل به خودی      | ۰        | ۰                  | ۰        | ۰        | ۰     |
| مجموع                   | مجموع      | مجموع      | مجموع      | مجموع           | ۱        | ۰                  | ۰        | ۱        | ۲     |
| بروزرسانی ۲۹ مرداد ۱۴۰۴ |            |            |            |                 |          |                    |          |          |       |

### پاسورها
| رتبه                     | ش.    | ملیت  | پست   | نام بازیکن    | لیگ برتر | لیگ۲ قهرمانان آسیا | جام حذفی | سوپر جام | مجموع |
| ------------------------ | ----- | ----- | ----- | ------------- | -------- | ------------------ | -------- | -------- | ----- |
| ۱                        | ۹     | ایران | مهاجم | سعید سحرخیزان | ۱        | ۰                  | ۰        | ۰        | ۱     |
| ۲                        | ۱۰    | ایران | مدافع | رامین رضاییان | ۰        | ۰                  | ۰        | ۱        | ۱     |
| مجموع                    | مجموع | مجموع | مجموع | مجموع         | ۱        | ۰                  | ۰        | ۱        | ۲     |
| بروزرسانی: ۲۹ مرداد ۱۴۰۴ |       |       |       |               |          |                    |          |          |       |

### دروازه‌بانی
|                          |       |         |              | لیگ برتر | لیگ برتر | لیگ برتر | جام حذفی | جام حذفی | جام حذفی | لیگ ۲ آسیا | لیگ ۲ آسیا | لیگ ۲ آسیا | سوپرجام | سوپرجام | سوپرجام | مجموع | مجموع | مجموع |
| رتبه                     | ش.    | م.      | نام          | ب.       | گ‌خ       | ک‌ش       | ب.       | گ‌خ       | ک‌ش       | ب.         | گ‌خ         | ک‌ش         | ب.      | گ‌خ      | ک‌ش      | ب.    | گ‌خ    | ک‌ش    |
| ------------------------ | ----- | ------- | ------------ | -------- | -------- | -------- | -------- | -------- | -------- | ---------- | ---------- | ---------- | ------- | ------- | ------- | ----- | ----- | ----- |
| ۱                        | ۱     | اسپانیا | آنتونیو آدان | ۱        | ۰        | ۱        | ۰        | ۰        | ۰        | ۰          | ۰          | ۰          | ۱       | ۲       | ۰       | ۲     | ۲     | ۱     |
| مجموع                    | مجموع | مجموع   | مجموع        | ۱        | ۰        | ۱        | ۰        | ۰        | ۰        | ۰          | ۰          | ۰          | ۱       | ۲       | ۰       | ۲     | ۲     | ۱     |
| بروزرسانی: ۲۹ مرداد ۱۴۰۴ |       |         |              |          |          |          |          |          |          |            |            |            |         |         |         |       |       |       |

### کاپیتان
نکته: اعداد داخل پرانتز، تعداد کاپیتانی بعد از تعویض کاپیتان فیکس است.
| نام                      | لیگ برتر | لیگ۲ قهرمانان آسیا | جام حذفی | سوپر جام | مجموع |
| ------------------------ | -------- | ------------------ | -------- | -------- | ----- |
| روزبه چشمی               | ۱        | ۰                  | ۰        | ۱        | ۲     |
| مجموع                    | ۱        | ۰                  | ۰        | ۱        | ۲     |
| بروزرسانی: ۲۹ مرداد ۱۴۰۴ |          |                    |          |          |       |

## گزارش تصویری
| تاریخ بازی    | مکان                             | لینک اول                           | لینک دوم |
| ۲۸ مرداد ۱۴۰۴ | ورزشگاه شهید قاسم سلیمانی، تبریز | گزارش تصویری استقلال ۱ - تراکتور ۰ | لینک دوم |

| تاریخ بازی    | شهر    | لینک اول                           |
| ۲۰ مرداد ۱۴۰۴ | اصفهان | گزارش تصویری استقلال ۱ - تراکتور ۲ |

| تاریخ مراسم   | مکان                     | لینک اول                                | لینک دوم |
| ۱۲ خرداد ۱۴۰۴ | هتل اسپیناس پالاس، تهران | گزارش تصویری مراسم معارفه کلارنس سیدورف | لینک دوم |
| ۱۸ تیر ۱۴۰۴   | هتل پارسیان آزادی، تهران | گزارش تصویری مراسم ریکاردو سا پینتو     | لینک دوم |

| تاریخ بازی   | شهر          | لینک اول                                 |
| ۲۴ تیر ۱۴۰۴  | ازمیت، ترکیه | گزارش تصویری استقلال ۱ - الحسین ۲        |
| ۲۸ تیر ۱۴۰۴  | ازمیت، ترکیه | گزارش تصویری استقلال ۲ - قوجاایلی‌اسپور ۱ |
| ۳۱ تیر ۱۴۰۴  | ازمیت، ترکیه | گزارش تصویری استقلال ۲ - الوعب قطر ۱     |
| ۴ مرداد ۱۴۰۴ | ازمیت، ترکیه | گزارش تصویری استقلال ۱ - سپاهان ۱        |
| ۸ مرداد ۱۴۰۴ | ازمیت، ترکیه | گزارش تصویری استقلال ۱ - لوسیل ۰         |

## مصدومان فصل
| مصدومان استقلال در فصل ۱۴۰۴-۰۵ | مصدومان استقلال در فصل ۱۴۰۴-۰۵ | مصدومان استقلال در فصل ۱۴۰۴-۰۵ | مصدومان استقلال در فصل ۱۴۰۴-۰۵ | مصدومان استقلال در فصل ۱۴۰۴-۰۵ | مصدومان استقلال در فصل ۱۴۰۴-۰۵ | مصدومان استقلال در فصل ۱۴۰۴-۰۵ | مصدومان استقلال در فصل ۱۴۰۴-۰۵ | مصدومان استقلال در فصل ۱۴۰۴-۰۵ |
| رده                            | نام                            | بازی                           | تاریخ مصدومیت                  | پایان مصدومیت                  | روز                            | تعداد بازی‌های از دست داده      | نوع مصدومیت                    | منبع                           |
| ------------------------------ | ------------------------------ | ------------------------------ | ------------------------------ | ------------------------------ | ------------------------------ | ------------------------------ | ------------------------------ | ------------------------------ |
| ۱                              | رستم آشورماتوف                 | تمرین                          | ۲۶ تیر ۱۴۰۴                    |                                |                                | ۳                              | پارگی رباط داخلی               | [ ۱۱۹ ] [ ۱۲۰ ]                |
| ۲                              | جلال‌الدین ماشاریپوف            | دوستانه                        | ۴ مرداد ۱۴۰۴                   |                                |                                | ۳                              | پارگی رباط صلیبی               | [ ۱۲۱ ]                        |